# Мали на Сурдлимпийских играх
Мали участвует в летних Сурдлимпийских играх с Игр 2017 года, в зимних Сурдлимпийских играх до настоящего времени не участвовали. По состоянию на лето 2023 года, медалей на Играх ещё не выигрывали.